# Měšťanský dům čp. 88 (Fryštát)
Měšťanský dům čp. 88 je řadový dům v ulici Fryštátská v katastrálním území Karviná-město v místní části Fryštát. Dům byl v roce 1993 Ministerstvem kultury České republiky prohlášen kulturní památkou České republiky.

## Historie
Měšťanský dům patří mezi nejstarší domy na Fryštátské ulici. Původně měl právo šenku a byl přestavován v 18., 19. i 20. století. V domě se dochoval renesanční sklep a částečná renesanční dispozice a z konce 18. století a z 19. století se dochovaly klenby.

## Popis

### Exteriér
Měšťanský dům čp. 88 je řadová zděná omítaná jednopatrová stavba postavena na půdorysu obdélné parcely se sedlovou střechou krytou černými eternitovými šablonami. Uliční průčelí je členěné pěti okenními osami a má hladkou fasádu s kordonovou římsou mezi patry a profilovanou korunní římsou.  Přízemí je ve střední ose prolomeno vstupem s půlkruhovým záklenkem. Po bocích vchodu jsou pravoúhlé vstupy a výkladky prodejen. Patro je zdobeno lizénami a nad okny jednoduchá plochá suprafenestra. Vstupy mají jeden schodový stupeň s keramickou dlažbou. Původní čtyřkřídlá okna byla nahrazena kastlovými dvoukřídlými dřevěnými okny. Dvorní fasáda je dělena čtyřmi okenními osami. Na západní straně ve dvoře je k domu přistaven přízemní přístavek s plochou střechou, která slouží jako terasa přístupná z druhého podlaží. Vstup ze dvora má jednokřídlé dveře a je prolomen v levé ose (pohledově).

### Interiér
Pod domem jsou dvě renesanční sklepní místnosti. První sklepní místnost se stěnami z lomového kamene je zaklenuta stlačenou cihlovou valenou klenbou. Druhá místnost má mírně lomenou kamennou klenbu. Za hlavním vstupem s dvoukřídlými prosklenými dveřmi je chodba s valenou klenbou. Na ni navazuje úzká chodbička do dvora. Z chodby vede dřevěné schodiště do dvora  a vedle je schodiště do sklepa z lomového kamene. Pravá prodejní místnost je zaklenuta dvěma plackami na pase, levá prodejní místnost valenou klenbu. Místnost s okny do dvora je zaklenuta plackami na pase. V patře v místnosti s okny do dvora je trámový záklopový strop, komora je zaklenuta dvěma pruskými plackami na pase. Ostatní místnosti mají rovné stropy. Do podkroví vede vstup s původními jednokřídlými železnými dveřmi pobitými nýty a s původním krabicovým zámkem. Střešní krov je hambalkový, po stranách jsou podpůrné stojaté stolice. Trámy jsou ručně tesané s tesařskými spoji.